# 弾道学

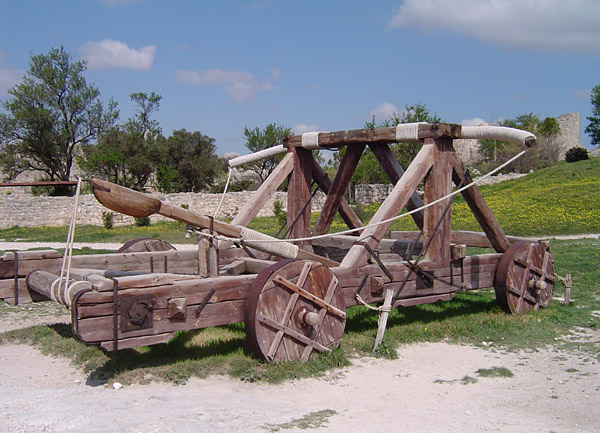
カタパルトによって投射された石は、緩い弧を描いて飛んでいく

弾道学（だんどうがく、英語：ballistics）とは、発射された弾丸、砲弾、爆弾、誘導弾、ロケット弾などの飛翔体の移動と挙動に関する軍事学の一分野である。
弾道学は、当初大砲の発生と共に始まったが、更に遡れば投石器やカタパルトなど飛び道具による投射の研究にその萌芽を見出すことが出来る。軍事学の一分野ではあるが、物理学から力学を介して数学にまで関係し、その一方では物性にも絡んで化学との接点も持つなど、多様な分野に関係している。コンピュータもその黎明期より強く関係し、膨大な弾道計算を処理する機械計算の延長で必要とされ開発がすすんだ（→ENIAC）。現代でもコンピュータ・シミュレーションの分野で主要なテーマの1つとなっている。同分野では計算対象が飛翔のみに留まらず、爆燃や轟燃、侵徹過程といった詳細な実験観測が不可能な物理現象まで広がりを見せている。
弾丸や砲弾の発射においては、弾丸が砲身内に存在する状態と、発射口から飛び出す瞬間、空間を放物線を描いて弾道飛行している間、物体に衝突して運動エネルギーが対象の破壊となって現れる段階と、幾つもの段階によって細分化されており、その各々に専門の研究者さえ存在する。それぞれは砲内弾道学・過渡弾道学・砲外弾道学・終末弾道学（破壊弾道学・侵徹弾道学）などと呼ばれている。

## 概要
現代において、最も単純なモデルはニュートン力学に基づく天体力学的なものである。単一の質点系において真空中に質点の質量よりも無視できるほど小さい物質がある場合で、その軌道は円錐曲線を描く。
より現実的な弾道学は砲弾を投射した場合で、これは重力以外にも空気抵抗や気流の流れの影響を受け、軌道が逸れながら運動を続ける。それを体現しているのが人工衛星で、一定速度（第一宇宙速度）で発射された物体は「延々と地平線の向こうへ落下し続け」ている状態となるはずだが、地表面は質点ではなく球なので、地上発射による単段ロケットでは実現できない（必ず地表面に落ちてくる）。そこで、二段めのアポジキックモ－ターによって遠点において軌道修正を行い地球周回軌道に乗せている。これに対し、いわゆる大陸間弾道ミサイルは周回軌道に乗せることを考えていないので、おおむね単段ミサイルである。
月ロケットなどの宇宙ロケットでは、地球と月と太陽の引力を受けるために軌道は複雑となり（一般の三体問題）、解析的に解けない。よってコンピュータによる数値計算に頼らざるをえない。
砲弾や小銃弾などの弾道学では、重力以外にも、弾丸の形状によって発生する空気の流れ（流体力学）やマグヌス効果、マッハ数やレイノルズ数などといった超音速か亜音速かの違い、湿度や温度などの空気密度の差、さらにコリオリ力などの影響など様々な要素が複雑に関係してくる。そのため、単純な計算式でその軌道を表すことができない。これらを予測の範疇内に収めようと観測や実験や計算を繰り返す学問といえる。
兵器の有効性を高めるための軍事研究のひとつとして認知されているが、宇宙開発においては（大気圏からの離脱と再突入など）弾道学で培われた知識が必須のものとなり、軍事だけに留まらない科学研究分野のひとつとなっている。